# VIP

Вказівник у клубі

Very Important Person або VIP (англ. Дуже важлива персона, або в літературному перекладі — «вельми іменита персона») — людина, що має персональні привілеї, пільги завдяки своєму високому становищу, багатству або славнозвісності.
VIP у значенні «особливий пасажир, особливий клієнт, що вимагає особливої уваги», з'явилося в англійській мові в 1930-ті чи 1940-ві роки, імовірно у Великій Британії. В авіації називали пасажирів високого рангу, для польотів з якими забезпечувалися спеціальні заходи безпеки.
У другій половині XX століття абревіатура VIP прижилася і за межами авіації. Її значення розширилося, так стали називати не тільки пасажирів, але й особливо багатих і впливових клієнтів в інших сферах. «Вельми іменитими персонами» стали називати високопоставлених політиків, впливових бізнесменів, «зірок» шоубізнесу та інших знаменитостей. Слово VIP чи «ВІП» часто використовується в рекламі і назвах особливо дорогих, ексклюзивних послуг преміумкласу, розрахованих на заможного і елітарного покупця. Також у багатьох фірмах VIP-клієнтами називають постійних покупців і надають для них різноманітні знижки та вигідні умови.
В українській мові слово «ВІП» з'явилося в 1990-х роках.